# Rifle-Creek-Stausee
Der Rifle-Creek-Stausee ist ein Stausee im Nordwesten des australischen Bundesstaates Queensland. Er liegt am Rifle Creek, einem Nebenfluss des Leichhardt River, etwa 28 km südlich von Mount Isa.
Der Stausee ist im Besitz der australischen Bergbaufirma Mount Isa Mines.